# Hironori Nishi
Hironori Nishi (født 25. februar 1987) er en japansk fodboldspiller, som spiller for den japanske fodboldklub Kamatamare Sanuki.